# 커크 밥티스트
커크 밥티스트(Kirk Baptiste, 1962년 6월 20일 ~ 2022년 3월 24일)는 미국의 육상 선수로 주로 200m에 출전했다. 그는 텍사스주 보몬트 (텍사스주)에서 태어났다. 미국 로스앤젤레스에서 열린 1984년 하계 올림픽에 미국 대표로 출전해 200m에서 19초96의 기록으로 은메달을 획득했다. 누군가가 20초를 깨고 경주에서 2위를 한 것은 이번이 처음이었다. 그는 성공적인 3학년을 마친 후 휴스턴 대학교에서의 마지막 자격 시즌을 포기하기로 결정했다. 밥티스트는 1990년대에 HIV 진단을 받았다. 2006년에 휴스턴의 "어 케어링 세이프 플레이스"(A Caring Safe Place)에서 치료를 시작했다.